# Gudaf Tsegay
Gudaf Tsegay (en amárico: ጉዳፍ ጸጋዬ; 23 de enero de 1997) es una deportista etíope que compite en atletismo, especialista en las carreras de mediofondo y fondo.
Participó en tres Juegos Olímpicos de Verano, entre los años 2016 y 2024, obteniendo una medalla de bronce en Tokio 2020 (5000 m) y el sexto en París 2024 (10 000 m).
Ganó cuatro medallas en el Campeonato Mundial de Atletismo entre los años 2019 y 2023, y cuatro medallas en el Campeonato Mundial de Atletismo en Pista Cubierta entre los años 2016 y 2025.
En septiembre de 2023 estableció una nueva plusmarca mundial en los 5000 m, con una marca de 14:00,21.

## Palmarés internacional
| Juegos Olímpicos                     | Juegos Olímpicos          | Juegos Olímpicos  | Juegos Olímpicos |
| Año                                  | Lugar                     | Medalla           | Prueba           |
| ------------------------------------ | ------------------------- | ----------------- | ---------------- |
| 2020                                 | Tokio (Japón)             | Medalla de bronce | 5000 m           |
| Campeonato Mundial                   |                           |                   |                  |
| Año                                  | Lugar                     | Medalla           | Prueba           |
| 2019                                 | Doha (Catar)              | Medalla de bronce | 1500 m           |
| 2022                                 | Eugene (Estados Unidos)   | Medalla de oro    | 5000 m           |
| 2022                                 | Eugene (Estados Unidos)   | Medalla de plata  | 1500 m           |
| 2023                                 | Budapest (Hungría)        | Medalla de oro    | 10 000 m         |
| Campeonato Mundial en Pista Cubierta |                           |                   |                  |
| Año                                  | Lugar                     | Medalla           | Prueba           |
| 2016                                 | Portland (Estados Unidos) | Medalla de bronce | 1500 m           |
| 2022                                 | Belgrado (Serbia)         | Medalla de oro    | 1500 m           |
| 2024                                 | Glasgow (Reino Unido)     | Medalla de plata  | 3000 m           |
| 2025                                 | Nankín (China)            | Medalla de oro    | 1500 m           |